# Zoica oculata
Zoica oculata là một loài nhện trong họ Lycosidae.
Loài này thuộc chi Zoica. Zoica oculata được Jan Buchar miêu tả năm 1997.